# Malcolm Danare
Malcolm Danare (* 15. Juni 1962 in Los Angeles, Los Angeles County, Kalifornien) ist ein US-amerikanischer Schauspieler und Synchronsprecher.

## Leben
Danare wirkte Anfang der 1980er Jahre erstmals in Filmproduktionen mit. Nach Nebenrollen, wie in Hilfe, die Amis kommen oder Robin Hood – Helden in Strumpfhosen und Kurzauftritten in TV-Serien, folgten anspruchsvollere Rollen in  Independence Day und in Godzilla als Dr. Mendel Craven. Diesen synchronisierte er von 2002 bis 2004 in der Zeichentrickserie Godzilla – Die Serie in insgesamt 40 Folgen. 2004 und 2006 spielte er jeweils in einer Episode der Fernsehserie CSI: Miami die Rolle des Ned Ostroff. Ab 2013 sprach er die Figur Tiny in der Animationsfilm-Reihe Ever After High. In den folgenden Jahren kamen weitere Nebenrollen in verschiedenen Spielfilmen dazu.

## Filmografie

### Schauspieler
- 1983: Marines (The Lords of Discipline)
- 1983: Flashdance
- 1983: Christine (John Carpenter's Christine)
- 1985: Die Himmelsstürmer (Heaven Help Us)
- 1985: Hilfe, die Amis kommen (National Lampoon’s European Vacation)
- 1987: The Curse
- 1989: Ein gesegnetes Team (Father Dowling Mysteries) (Fernsehserie, Episode 1x07)
- 1989: Knight & Daye (Fernsehserie, Episode 1x06)
- 1991: Skinner
- 1993: Robin Hood – Helden in Strumpfhosen (Robin Hood: Men in Tights)
- 1996:  Independence Day
- 1998: Godzilla
- 2004–2006: CSI: Miami (Fernsehserie, 2 Episoden)
- 2012: True Bromance (Kurzfilm)
- 2015: American Justice
- 2016: Smothered
- 2016: The Taker
- 2017: Amelia 2.0
- 2017: WTF: World Thumbwrestling Federation
- 2018: A Dog & Pony Show
- 2020: The Big Shot

### Synchronsprecher (Auswahl)
- 1998–2001: Godzilla – Die Serie (Godzilla: The Series) (Zeichentrickserie, 40 Episoden)
- 2012: Monster High: Escape from Skull Shores (Animationsfilm)
- 2013: Ever After High-Legacy Day: A Tale of Two Tales (Animationskurzfilm)
- 2015: Ever After High (Animationsserie, 4 Episoden)
- 2016: Ever After High: Dragon Games (Animationsfilm)
- 2016: Ever After High: Epic Winter (Animationsfilm)